# Parroquia de Saint John Figtree
Saint John Figtree es una de las 5 parroquias de la isla Nieves, que junto con las 9 parroquias de la isla de San Cristóbal forman parte de las 14 parroquias administrativas que componen la Federación de San Cristóbal y Nieves. La capital de la parroquia es Church Ground. La parroquia tiene un área de veintidós kilómetros cuadrados y una población de 2922 personas, que da una densidad de 132.82 habitantes por km². 
La aldea Bath está en el extremo del noroeste de esta parroquia, justo al sur de Charlestown. Cerca está el Bath Hotel, que ahora es un montón de oficinas gubernamentales, pero fue (1778) el primer hotel y balneario turísticos en Indias del oeste. También cerca está la casa de gobierno.
Otras aldeas dentro de esta parroquia son: Brown Hill, Prospect, Pembroke, Fig Tree, Brown Pasture, Cole Hill, Beach Road, and Pond Hill. El jardín botánico de Nevis está situado en el centro de la parroquia, al igual que el hotel Montpelier Plantation Inn.
En el sector sureño de la parroquia está el puerto Nevis Deep Water Port. La mayor parte costera de esta parroquia consiste en acantilados pequeños y playas pequeñas, muchos de los cuales no son fácilmente accesibles.